# Os de Civís
Os de Civís o a volte Aós de Civís è un'entità municipale decentralizzata del comune di Les Valls de Valira in Catalogna (Spagna).
È raggiungibile solo attraversando il territorio di Andorra tramite la strada Sant Julià de Lòria-Aixovall-Bissisarri raggiungibili con la Carretera general 6, si trova nella Vall d'Aòs ed è bagnata dal torrente Riu de Aòs che nasce presso il monte Alt de la Capa e sfocia ad Aixovall (entrambi in Andorra). L'unico collegamento diretto con il resto del comune è attraverso la strada forestale del Coll de Conflent, non asfaltata.
Si può considerare quasi un'enclave. La popolazione al 2007 era di 133 abitanti.
Il monumento più rilevante della cittadina è una chiesa romanica dedicata a San Pietro (Església de Sant Pere) dipendente dal vicariato Pallars Sobirà della diocesi di Urgell.
La popolazione di Os de Civís per tutti i servizi e l'educazione fa riferimento ad Andorra, mentre da dopo l'alluvione del 1982 l'elettricità è di competenza della società di La Seu d'Urgell Productora Eléctrica Urgelense S.A. (PEUSA).

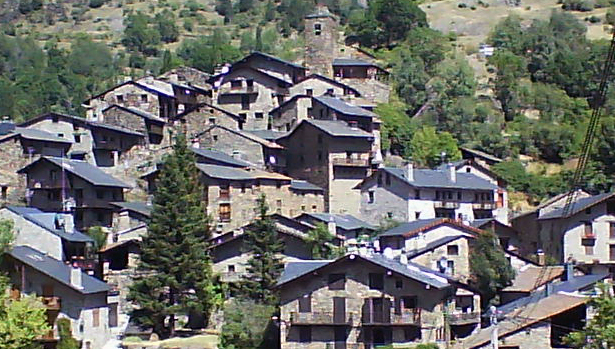
Vista di Os de Civís